# Nauvoo Expositor

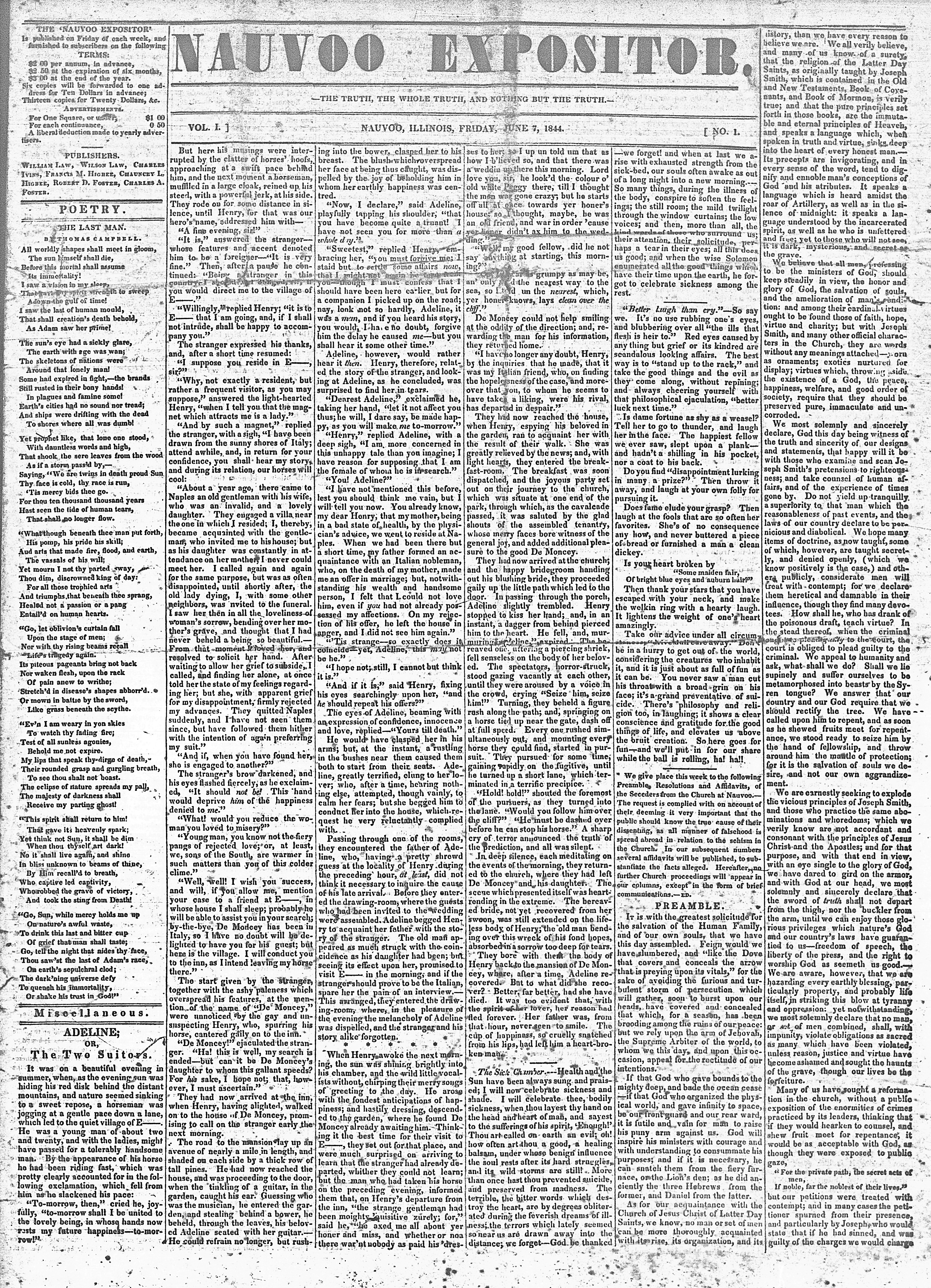
The Nauvoo Expositor

El Nauvoo Expositor ("Informante de Nauvoo", en inglés) fue un periódico de Nauvoo, Illinois, que se publicó por única vez el 7 de junio de 1844. Fue considerado por Joseph Smith y el concejo municipal que él integraba como una alteración del orden público. La publicación del periódico y la destrucción de su imprenta por los hombres que acompañaban al comisario desató una cadena de eventos que concluyó con la muerte de Smith.
El Expositor fue fundado por varios disidentes de la iglesia de Jesucristo de los santos de los últimos días y otras personas en el área de Nauvoo. La única edición del periódico era crítica hacia Smith y otros líderes de la iglesia. Específicamente, se criticaba a Smith por enseñar doctrinas como el matrimonio plural y la exaltación (la posibilidad de convertirse en dioses, creando y poblando nuevos mundos).
En respuesta a la publicación del periódico, Smith y el Concejo de Nauvoo declararon que el periódico era una alteración del orden público, y ordenaron la destrucción de las copias impresas. El comisario del pueblo ejecutó la orden durante el atardecer del 10 de junio.  Mientras el comisario se dirigía a recolectar y destruir las páginas impresas, un populacho de ciudadanos comenzó a seguirlo. Enojados por los controvertidos artículos del periódico, la turba ingresó al cuarto de impresión sin aprobación del concejo y destruyó la propia imprenta.
La destrucción de la imprenta produjo acusaciones de disturbios en contra de Smith y otros miembros del concejo. Luego de que Smith aceptara estos cargos, también se le acusó de traición contra el Estado de Illinois. Smith y los demás acusados insistieron en que las acusaciones de traición no habían sido debidamente representadas en la corte, y Smith fue asesinado por una muchedumbre, mientras aguardaba el juicio, en la cárcel de Carthage.

## Antecedentes

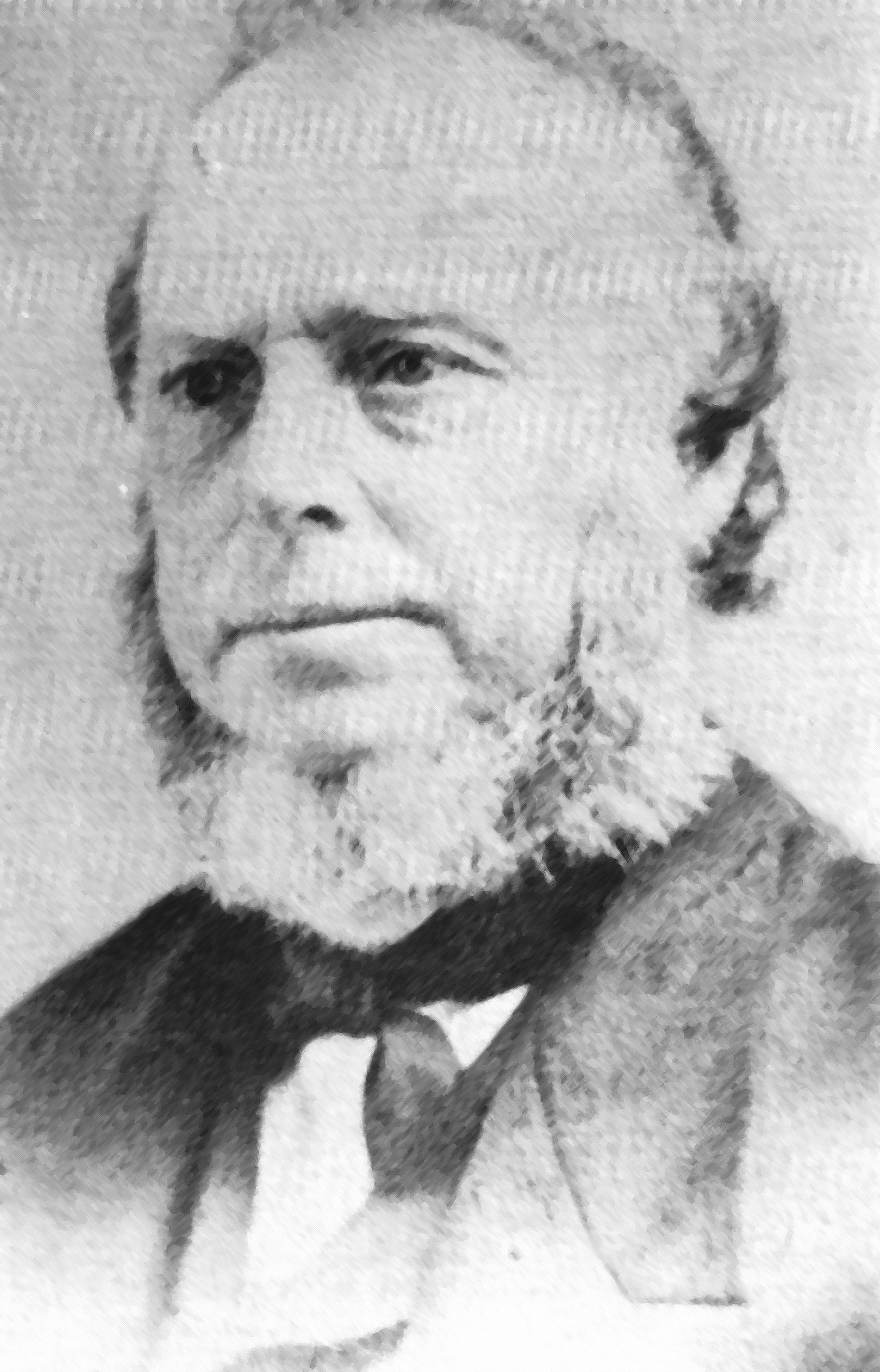
William Law, exmiembro de la Primera Presidencia y uno de los editores del Expositor.

Un grupo de previos miembros de la iglesia se encontraban en franco conflicto con Smith por varias razones doctrinales, económicas y políticas.
Aunque públicamente este negaba estar involucrado en poligamia, se sabía dentro de la iglesia que Smith estaba casado con múltiples mujeres. En 1842, John C. Bennett, anterior líder de la iglesia, realizó comentarios públicos sobre estos matrimonios poco convencionales. El 12 de agosto de 1843,  Hyrum Smith leyó la revelación de Smith acerca del matrimonio plural ante el Sumo Concejo de Nauvoo.
William Law era un miembro de la Primera Presidencia. Según él, Smith había realizado varias propuestas a su esposa Jane Law, con la premisa de que ella entrara en un matrimonio poliándrico con Smith. Ella más tarde describió las proposiciones de Smith, diciendo que éste le había "pedido entregarle la mitad de su amor; ella sería libre de conservar la otra mitad para su esposo." El 8 de enero de 1844, Smith excluyó a Law de la Primera Presidencia. El 18 de abril de 1844, Law y su esposa fueron excomulgados de la iglesia, junto a su hermano Wilson Law, un brigadier general en la Legión de Nauvoo. También fueron excomulgados Robert D. Foster y Howard Smith.
El 1 de mayo, Francis M. Higbee presentó una denuncia legal en el Quinto Distrito Judicial de Illinois, demandando a Smith por calumnias y solicitando reparación de daños por cinco mil dólares.
El 10 de mayo se distribuyó un folleto que anunciaba la creación del Nauvoo Expositor.
El 18 de mayo, la iglesia excomulgó a Higbee, James Blakesley, Charles Ivins, y Austin Cowles por apostasía.
El 29 de mayo, el sumo concejo publicó un documento en el que se daba a entender que el hermano de Higbee, Chauncey también había cometido fechorías.
El 23 de mayo, Law consiguió una acusación en contra de Smith, con cargos de poligamia, por parte del Tribunal de Circuito del Condado de Hancock. Law juró que Smith había estado viviendo con Maria Lawrence "en abierto estado de adulterio" desde el 12 de octubre de 1843.
El Expositor tenía el propósito de divulgar prácticas de la iglesia con las cuales Law y sus acompañantes estaban en desacuerdo.

### Fundadores
Los fundadores del Expositor fueron
- William Law de la Primera Presidencia,
- su hermano, Brigadier General Wilson Law de la Legión de Nauvoo,
- Charles Ivins,
- Cnel. Francis M. Higbee de la Legión de Nauvoo,
- su hermano Chauncey L. Higbee,
- Robert D. Foster,
- y su hermano Charles Foster.
- Sylvester Emmons, miembro del Concejo Municipal de Nauvoo que no pertenecía a la iglesia.

## Contenido
- Wikisource en inglés contiene obras originales de o sobre Nauvoo Expositor.

La única entrega del Nauvoo Expositor, con fecha del 7 de junio de 1844, fue una publicación de cuatro páginas. Además del contenido más común, como poemas y anuncios de matrimonio, contenía una declaración de los "Disidentes de la Iglesia en Nauvoo" y declaraciones juradas de múltiples individuos testificando de la enseñanza de "la pluralidad de esposas".
Prospecto de los Editores
En su prospecto, los editores abogaban por importantes reformas, incluyendo el rechazo del Estatuto Municipal de Nauvoo. Se comprometían a "denunciar las imperfecciones morales" dondequiera se encontraran, "ya sea en el Plebeyo, Patricio, o en el autodeclarado monarca".
Declaración de los Disidentes
El preámbulo establece que a pesar de la ruptura, los autores conservaban su creencia en "la religión de los Santos de los Últimos Días, como fue originalmente enseñada por Joseph Smith".
La declaración trata de esta ruptura, que es atribuida a "muchos puntos de doctrina, tal como se enseñan actualmente, algunos de los cuales, sin embargo, se enseñan en secreto y se niegan públicamente", a los cuales declaran "heréjes y condenables". Cita la práctica del matrimonio plural, acusando a Smith y a otros líderes de la iglesia de usar su posición eclesiástica para ejercer coerción sobre mujeres conversas recientemente llegadas, para convertirlas en "esposas espirituales" de José Smith. También citan la "falsa doctrina de los muchos Dioses", diciendo que "se comenta que hay innumerables Dioses, tan por encima del Dios que preside sobre este universo como él está por encima nuestro; y que si él varía de la ley a la cual está sujeto, él, junto con todas sus criaturas, será derribado como lo fue Lucifer". La declaración critica el proceso de las recientes excomuniones, escribiendo que "Smith ha establecido una inquisición", proceso que dicen "es contrario al libro de Doctrina y Convenios, pues nuestra ley no condena a ningún hombre hasta que se le haya oído."
La declaración sugiere que su conflicto será continuo: "Con la mayor solemnidad y sinceridad declaramos que la espada de la verdad no se apartará del muslo, ni el broquel del brazo, hasta que podamos disfrutar esos gloriosos privilegios que el Dios de la naturaleza y las leyes de nuestro país nos han garantizado: la libertad de expresión, la libertad de prensa, y el derecho de adorar a Dios según nos parezca apropiado." Los autores resuelven no "reconocer a ningún hombre como rey o legislador de la iglesia" y prometen oponerse a "todo intento de unir la iglesia y el estado." Acusan a Smith y otros oficiales de la iglesia de introducir "doctrinas falsas y reprobables a la Iglesia, tales como la pluralidad de Dioses por encima del Dios de este universo, y su susceptibilidad de caer junto con todas sus creaciones; la pluralidad de esposas, por tiempo y eternidad, la doctrina del sellamiento incondicional a la vida eterna, contra todos los crímenes excepto el de derramar sangre inocente."
Declaraciones Juradas
El Expositor contenía declaraciones juradas de William Law, su esposa Jane, y Austin Cowles, describiendo la enseñanza de una revelación por parte de Smith, la cual "autoriza a ciertos hombres a tener más de una esposa al mismo tiempo". 

## Recepción and destrucción

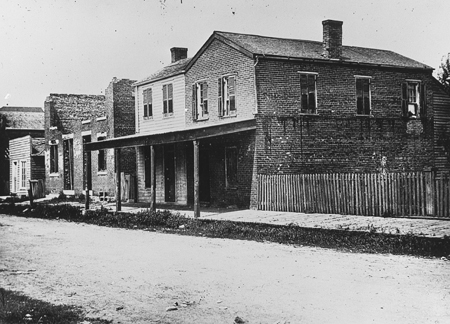
The Nauvoo Expositor building in Nauvoo, Illinois.

Smith llamó a un encuentro del Concejo Municipal, en el cual "él procedía a poner al Expositor y a sus editores a juicio, como si este cuerpo tuviera caracter judicial en vez de legislativo". El juicio "duró todo el sábado 8 de junio y una parte del lunes 10 de junio".
Luego de que el Concejo Municipal declarara al Expositor como molestia pública, Smith emitió dos órdenes para su destrucción. El Comisario Municipal John P. Greene, acompañado por un pelotón de varios cientos, las llevó a cabo.
Los miembros del gobierno municipal de Nauvoo eran:
- Alcalde Joseph Smith
- Concejal Hyrum Smith
- Concejal John Taylor
- Concejal Sylvester Emmons
- Concejal Jonhnson
- Concejal Benjamin Warrington
- Concejal Hunter
- Regidor Samuel C. Bennett
- Regidor Elias Smith

## Consecuencias de la destrucción delNauvoo Expositor

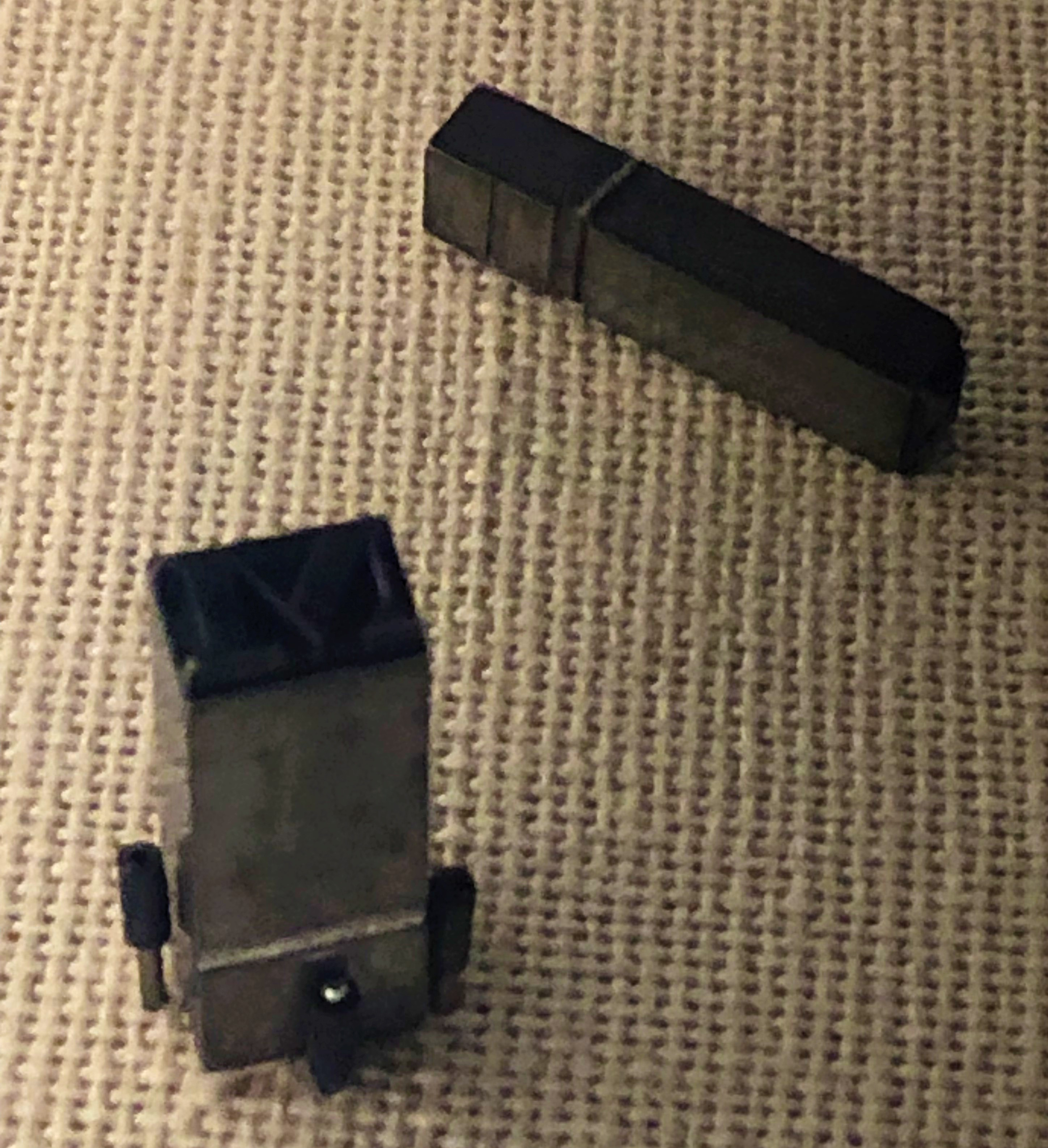
Uno de los tipos de plomo desechados en la calle Mulholland durante el incidente.

Buscando alivio de las cortes estatales, Francis M. Higbee, uno de los editores del Expositor, dio una declaración jurada acerca de los eventos del 10 de junio. Ciudadanos no mormones del Condado de Hancock se enfurecieron cuando oyeron la noticia de la destrucción de la imprenta, tomándolo como un ejemplo del desprecio mormón por sus leyes. Muchos de ellos pedían el arresto de los líderes mormones, incluyendo los periódicos vecinos Quincy Whig y Warsaw Signal.: 15  El 12 de junio, el Juzgado de Paz del Condado de Hancock emitió una orden judicial para el arresto de Smith y otros 17 individuos bajo la jurisdicción de la Corte del Condado de Hancock.  Específicamente mencionados por nombre estaban: Joseph Smith, Samuel Bennett, John Taylor, William W. Phelps, Hyrum Smith, John P. Greene, Stephen Perry, Dimick B. Huntington, Jonathan Dunham, Stephen Markham, William Edwards, Jonathan Holmes, Jesse P. Harmon, John Lytle, Joseph W. Coolidge, Harvey D. Redfield, Porter Rockwell, y Levi Richards.

### Primer intento de arresto
Se asignó al alguacil David Bettisworth la tarea de arrestar a Smith y entregarlo a la Corte del Condado de Hancock. El 12 de junio, Bettisworth entregó la orden judicial a Smith. En lugar de regresar con Bettisworth a la corte, Smith hizo una petición a la Corte Municipal de Nauvoo de que desestimara los cargos.
El 12 de junio, se realizó una audiencia en la Corte Municipal de Nauvoo. La Corte desestimó los cargos contra Smith. Al día siguiente, Smith presidió sobre la Corte Municipal de Nauvoo en las audiencias en las que se desestimaron los cargos hacia los otros listados en la orden judicial del condado. Incapaz de forzarlos a volver con él, Bettisworth dejó Nauvoo sin Smith ni los demás listados en la orden de arresto.

### Reacciones en Illinois
El 13 de junio, ciudadanos del Condado de Hancock se reunieron en masa como respuesta a la destrucción del Expositor. La reunión se proponía conseguir ayuda del gobernador, escribiendo lo siguiente:
En tanto el mencionado Smith y otros se rehúsan a obedecer el mandato de dicho auto; y en tanto, según la opinión de este grupo, es imposible que el mencionado oficial consiga un pelotón de suficiente fuerza para ejecutar dicho auto; ... es la opinión de este grupo que las circunstancias del caso requieren la interposición del poder ejecutivo. Por lo tanto,

Se resuelve que una delegación de dos hombres discretos sean enviados a Springfield a solicitar tal interposición.

Al día siguiente, el Warsaw Signal publicó las resoluciones, publicando que "se han realizado repetidos intentos de arrestar a Smith, pero él ha sido constantemente protegido de los oficiales de la Justicia, con la ayuda de la Corte Municipal de Nauvoo, que es la herramienta y eco de él mismo."
El 14 de junio, Smith defendió la destrucción del Expositor, escribiendo al Gobernador de Illinois Thomas Ford:

En la investigación pareció evidente al concejo que los propietarios eran un conjunto de hombres sin principios, sin ley, libertinos, falsificadores, fraudulentos, jugadores, perturbadores de la paz, y que el gran objetivo de dichos propietarios era destruir nuestros derechos constitucionales y privilegios constituidos; el derrocar toda regulación buena y saludable de la sociedad; fortalecerse a sí mismos contra la municipalidad; fortificarse contra la iglesia de la que soy miembro, y destruir todos nuestros derechos y privilegios religiosos, a través de difamaciones, calumnias, falsedades, perjurio y sin refrenar corrupción alguna para conseguir sus infernales propósitos. Y que el mencionado periódico en sí mismo era difamatorio de la tinta más oscura, y muy perjudicial como vehículo de calumnia, dedicándose a corromper la moral y perturbar la paz, tranquilidad y felicidad de la comunidad toda, y especialmente la de Nauvoo.

Smith declaró la ley marcial el 18 de junio y convocó la Legión de Nauvoo, una milicia organizada de la ciudad, de unos 5.000 hombres.
El 21 de junio el Gobernador Ford llegó al establecimiento del Condado de Hancock en Carthage. El 22 de junio, Ford escribió lo siguiente al Alcalde y Concejo Municipal de Nauvoo:

Ahora expreso mi opinión a vosotros, de que vuestra conducta en la destrucción de la prensa fue un grosero ultraje hacia las leyes y libertades del pueblo. Puede haber estado lleno de calumnias, pero esto no os autorizaba a destruirlo.

Hay muchos periódicos en este Estado que han estado abusando de mí injustamente por más de un año, y sin embargo es tal mi respeto por la libertad de prensa y los derechos de un pueblo libre en un gobierno republicano que derramaría la última gota de mi sangre para proteger a esas imprentas de cualquier violencia ilegal.

 ... 

Los dueños de la prensa obtuvieron ... una orden contra los autores de esta destrucción por un disturbio; 

 ... 

Ellos [los Acusados] desde entonces siempre han rehusado ser arrestados o someterse a un juicio en cualquier otro lugar o ante cualquier otra corte, excepto en la ciudad y ante la Corte Municipal [De Nauvoo]

Smith huyó de la jurisdicción para evitar el arresto, cruzando el río Misisipi hacia Iowa. El 23 de junio, un pelotón bajo el mando del gobernador entró a Nauvoo para ejecutar una orden de arresto, pero fueron incapaces de encontrar a Smith.

### Entrega y muerte de los Smith
El 25 de junio de 1844, Joseph y Hyrum Smith, junto a los otros quince acusados, se entregaron a Bettisworth bajo el cargo inicial de incitar un disturbio. Se realizó una comparecencia sobre el cargo de disturbios y el Juez Robert F. Smith concedió libertad bajo fianza a los acusados por 500 dólares cada uno.
Luego de que se concediera libertad bajo fianza por el cargo de disturbios, el Juez Smith oyó testimonio de Augustine Spencer y emitió un auto para el arresto de Joseph y Hyrum Smith por el cargo de traición contra Illinois. Los Smith fueron arrestados y transportados a la Cárcel de Carthage. El 27 de junio, mientras esperaban el juicio, una multitud atacó la cárcel y asesinó a ambos hermanos. John Taylor fue herido durante el ataque.

### Revocación del Estatuto de Nauvoo y Éxodo
El siguiente diciembre, durante la siguiente sesión de la legislatura de estado de Illinois, el Estatuto de Nauvoo fue revocado por un voto de 25 a 14 en el Senado de Illinois, y 75 a 31 en la Casa de Representantes de Illinois. Esto disgregaba la Ciudad de Nauvoo y disolvía sus instituciones municipales. La Corte ordenó que los bienes municipales de Nauvoo fueran puestos en administración judicial.
Durante el invierno de 1845-46 tuvieron lugar enormes preparativos para el Éxodo Mormón a través de la Senda Mormona. A principios de 1846, la mayoría de los Santos de los Últimos Días dejó la ciudad.

## Análisis Legal
Un detallado análisis legal de las acciones del Concejo Municipal de Nauvoo fue realizado en 1965 por Dallin H. Oaks, entonces profesor de la Escuela de Leyes de la Universidad de Chicago. Oaks opinó que si bien la destrucción de la prensa del Expositor era legalmente cuestionable, bajo la ley de la época el periódico podría haber sido declarado difamatorio y por lo tanto una alteración del orden público por el Concejo Municipal de Nauvoo. Como resultado, Oaks concluye que mientras bajo la ley contemporánea habría sido permisible que los oficiales de la ciudad destruyeran los periódicos impresos, la destrucción de la prensa estaba probablemente fuera de la autoridad legal del Concejo, y sus dueños podrían haber presentado demanda por daños y perjuicios.